# Sime Darby
Sime Darby est un conglomérat basé à Kuala Lumpur, en Malaisie. Fondé en 1910, il est présent dans les plantations, l'automobile, l'énergie, les matières premières et l'immobilier.

## Histoire
En octobre 2014, Sim Darby annonce son intention d'acquérir New Britain Palm Oil, une entreprise de plantation d'huile de palme notamment en Papouasie-Nouvelle-Guinée pour 1,07 milliard de livres

## Activité
Sime Darby est une des principales entreprises de plantations au monde, avec plusieurs centaines de milliers d'hectares en Malaisie et en Indonésie (hévéa et palmier à huile). Elle est active dans l'immobilier en Malaisie, Indonésie, à Singapour, aux Philippines, au Viêt Nam, en république populaire de Chine, en Australie et au Royaume-Uni. Elle vend des automobiles de luxe dans plusieurs pays de la zone Asie-Pacifique et assemble des véhicules Hyundai en Malaisie.